# Spheres of Justice
Spheres of Justice: a defense of pluralism and equality  (deutsch: Sphären der Gerechtigkeit. Ein Plädoyer für Pluralität und Gleichheit) ist ein Werk des Philosophen Michael Walzer aus dem Jahr 1983. Walzer gilt als ein Vertreter des Kommunitarismus, der als politischer Philosoph einen sozialen Liberalismus vertritt.  Das Werk ist sein Beitrag zur Diskussion um die politische Gerechtigkeit, die durch die Arbeiten „Eine Theorie der Gerechtigkeit“ von John Rawls sowie „Anarchie, Staat und Utopia“ von Robert Nozick in den 1970er Jahren angestoßen worden war. Ausgangspunkt für Walzer war ein gemeinsam mit Nozick 1970/71 abgehaltenes Seminar zum Thema „Kapitalismus und Sozialismus“ in Harvard.
Die menschliche Gesellschaft ist dadurch gekennzeichnet, dass in ihr Güter produziert und verteilt werden. Die universalistischen Konzepte zur Verteilungsgerechtigkeit des einfachen Egalitarismus von Rawls und des Libertarismus von Nozick lehnt Walzer ab. Gerechtigkeit ist nicht durch vorpolitische Werte bestimmt. Güter besitzen daher keinen objektiven Wert. Er setzt dagegen, dass es eine Vielfalt von Sphären gesellschaftlichen Lebens gibt, die kein einheitliches Prinzip, sondern je gesonderte Maßstäbe der Gerechtigkeit benötigen. Der Wert von Gütern wird sozial produziert. Je nach Gut, Kultur und Lebenssituation muss die Verteilung unterschiedlich sein (Partikularismus). Es gibt keine universelle Gerechtigkeit mit objektiven Maßstäben. Sie ist vielmehr kulturrelativ. „Gerechtigkeit ist ein menschliches Konstrukt [...]“ (SdG, 30). Es bedarf daher eines Konzeptes komplexer Gleichheit, bei dem nicht egalitaristisch, sondern nach jeweils relevanten Gründen verteilt wird.
Gegen Kritiker, die sich insbesondere gegen den Relativismus wenden, betont Walzer in den Vorworten zu den deutschen Auflagen, dass er keinen Beitrag zur Metaethik habe leisten wollen. Vielmehr sei sein Buch ein politischer Beitrag, bei dem konkrete politische Fragen in den verschiedenen gesellschaftlichen Sphären im Vordergrund stünden.
Als Gerechtigkeitsprinzipien unterscheidet Walzer zwischen Menschenrechten und Verteilungsgerechtigkeit. Die Frage der Menschenrechte spricht er im Vorwort an. Dem folgt ein einleitendes Kapitel, in dem Walzer den Gedanken der komplexen Gleichheit sowie der unterschiedlichen Sphären entwickelt. Danach diskutiert er in elf gesonderten Kapiteln die einzelnen Sphären 1. Mitgliedschaft und Zugehörigkeit, 2. Sicherheit und Wohlfahrt, 3. Geld und Waren, 4. Ämter, 5. harte Arbeit, 6. Freizeit, 7. Erziehung und Bildung, 8. Verwandtschaft und Liebe, 9. Göttliche Gnade, 10. Anerkennung sowie 11. Politische Macht. Zum Abschluss setzt er sich mit der Frage der Tyrannei einzelner Güter, zum Beispiel des Geldes, gegenüber anderen Sphären auseinander und betrachtet die Gerechtigkeitsauffassungen im 20. Jahrhundert. Der Schlusssatz seines Werkes resümiert:
„Wechselseitiger Respekt und eine allseitige Selbstachtung sind je einzeln die großen Stärken von komplexer Gleichheit – gemeinsam ermöglichen sie ihren dauerhaften Fortbestand.“ (SdG, 452)

## Ausgaben
- Spheres of Justice: a defense of pluralism and equality. Basic Books, New York 1983, ISBN 0-465-08189-4
- Sphären der Gerechtigkeit. Ein Plädoyer für Pluralität und Gleichheit. Übers. Hanne Herkommer. Campus, Frankfurt 1992, Neuauflage mit einem aktuellen Vorwort ebd. 2006, ISBN 978-3-593-38035-3

## Auszüge
- Martin Morgenstern, Robert Zimmer Hgg.: Staatsbegründungen und Geschichtsbedeutungen. Reihe Treffpunkt Philosophie, 4: "Politische Philosophie". Bayerischer Schulbuch Verlag BSV, München 2001 ISBN 3762703256 & Patmos, Düsseldorf 2001 ISBN 3491756413 S. 48f. (entspricht den Seiten 15–19 & 49f. der Fischer TB-Ausgabe 1998)